# Newcastle (Saint Kitts i Nevis)
Newcastle – miasto w Saint Kitts i Nevis w północnej części wyspy Nevis, siedziba władz parafii Saint James Windward, port lotniczy Vance W. Amory; 500 mieszkańców (2006). 